# 安东尼奥·西迪
安东尼奥·西迪（義大利語：Antonio Siddi，1923年6月16日—1983年1月21日），意大利男子田径运动员。他曾代表意大利参加1948年和1952年夏季奥林匹克运动会田径比赛，其中1948年奥运会获得一枚铜牌。